# Kırklar, Buca
Kırklar là một xã thuộc huyện Buca, tỉnh İzmir, Thổ Nhĩ Kỳ. Dân số thời điểm năm 2010 là 1.488 người.